# Cyrtodactylus khasiensis
Cyrtodactylus khasiensis är en ödleart som beskrevs av  Jerdon 1870. Cyrtodactylus khasiensis ingår i släktet Cyrtodactylus och familjen geckoödlor.

## Underarter
Arten delas in i följande underarter:
- C. k. tamaiensis
- C. k. khasiensis